# A modo mio (Paola & Chiara)
A modo mio è un singolo del duo musicale italiano Paola & Chiara, pubblicato il 3 marzo 2005 come primo estratto dalla prima raccolta discografica Greatest Hits.
La canzone ha partecipato al Festival di Sanremo 2005, venendo eliminata al primo turno.

## Descrizione
Il brano è uno dei due inediti contenuti nella raccolta Greatest Hits, che contiene i maggiori successi delle cantanti, uscita in seguito al Festival. Ne costituisce un singolo estratto per la sua promozione, insieme a Fatalità.
A modo mio è stata tradotta anche in cinese con il titolo Ba Xin Fang Kai e inclusa nell'ottavo album in studio del duo Giungla.

## Video musicale
Il brano è stato accompagnato da un videoclip diretto da Kal Karman e uscito in concomitanza con la pubblicazione del singolo. Le scene della clip riprendono principalmente le due sorelle che cantano la canzone in varie stanze di una casa.

## Controversie
Il duo suscitò diverse polemiche già prima del Festival, poiché fu scoperta l'esistenza su Internet di un file di 30 secondi che conteneva il ritornello del brano selezionato per la kermesse musicale, in violazione del regolamento ufficiale.

## Tracce
CD singolo promozionale
1. A modo mio – 3:51

CD maxi singolo
1. A modo mio – 3:54
2. A modo mio (SlowTime Mix)  – 4:07
3. A modo mio (Intromission Re-Mix by Rog&Clast)  – 5:22
4. Blu (The Body Hard Mix by Rog&Clast)  – 5:14
5. Amare di più (Rog&Clast Remix)  – 5:46

## Formazione
- Paola Iezzi – voce
- Chiara Iezzi – voce
- Roberto Baldi – tastiere, programmazione
- Michele Monestiroli – tastiere, pianoforte, programmazione
- Marco Guarnerio – basso

## Classifiche
| Classifica (2005) | Posizione massima |
| ----------------- | ----------------- |
| Italia            | 10                |

## Altre versioni
Il brano viene nuovamente inciso nel 2023 in collaborazione con Noemi e incluso nella raccolta discografica del duo Per sempre.